# Leckner See

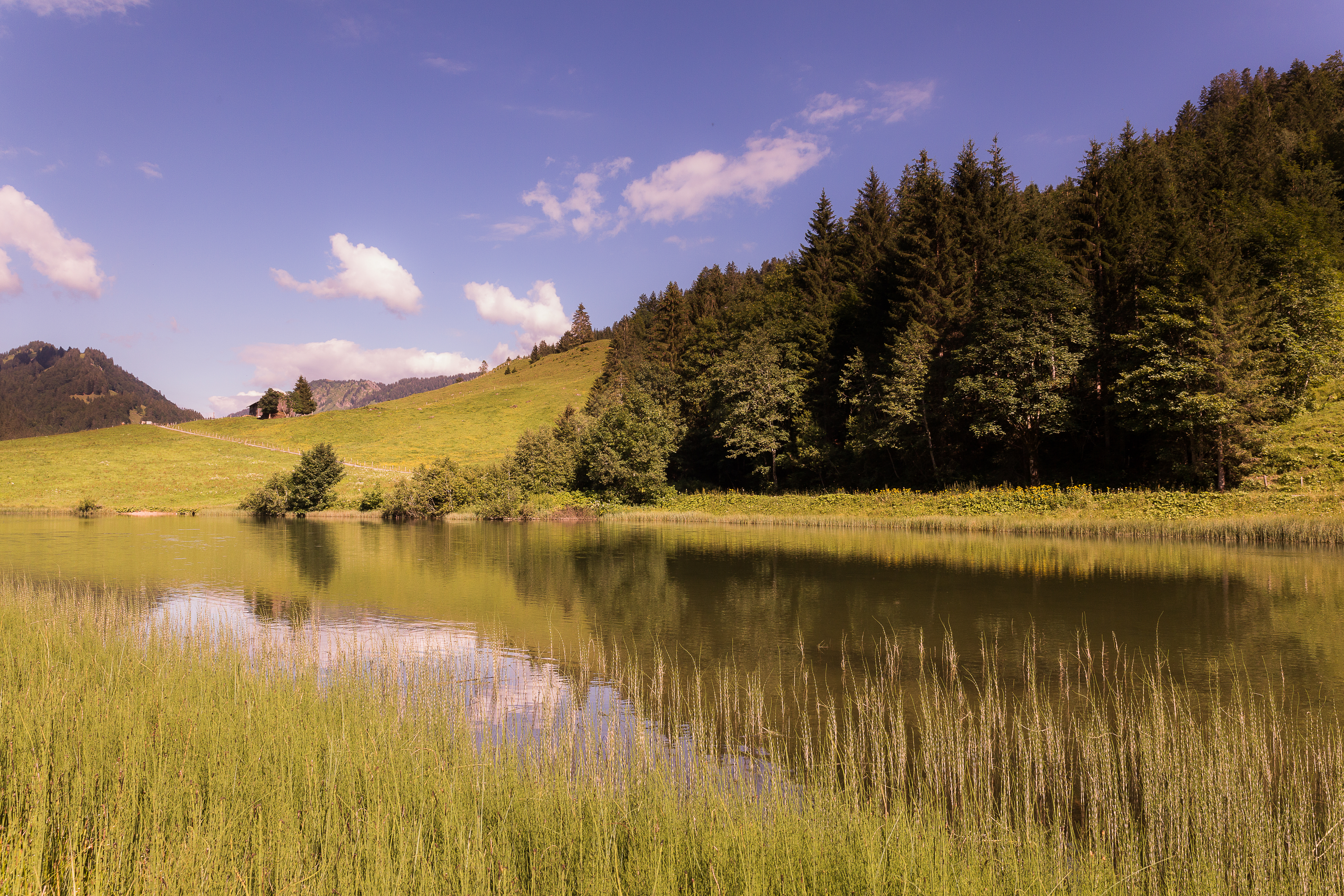
Leckner See

Beim Leckner See handelt es sich um einen Gebirgssee in Österreich im Bereich der Molassezone. Der Leckner See liegt im Gemeindegebiet Hittisau auf einer Höhe von 1000 m ü. A. und weist eine Fläche von 1,75 ha und eine maximale Wassertiefe von ca. 3 Metern auf. Der See wird von der Leckner Ache durchflossen.
Auf Grund vorliegender chemisch-physikalischer Analysenergebnisse ist der Leckner See als nährstoffarmes Gewässer einzustufen. Die vorgefundenen Arten des pflanzlichen Planktons (Phytoplankton) und die geringen Häufigkeiten weisen auf die Nährstoffarmut des Gewässers hin. Die Artengemeinschaft der höheren Wasserpflanzen (Makrophyten) belegt für den Leckner See eine geringe – mit Tendenz zu mäßig hoher – Nährstoffbelastung. Eine zusätzlich durchgeführte Analyse der Seesedimente zeigt, dass sich der Seeboden aus nähr- und schadstoffarmen Sedimenten zusammensetzt.
Der See liegt geologisch gesehen im Bereich der gefalteten Molasse, wobei der Talboden hier von einer Gletschermoräne bedeckt ist. Die Sedimente weisen nur geringe Gehalte von Schwermetallen auf. Diese sind geogen bedingt, ein anthropogener Einfluss lässt sich nicht ableiten.

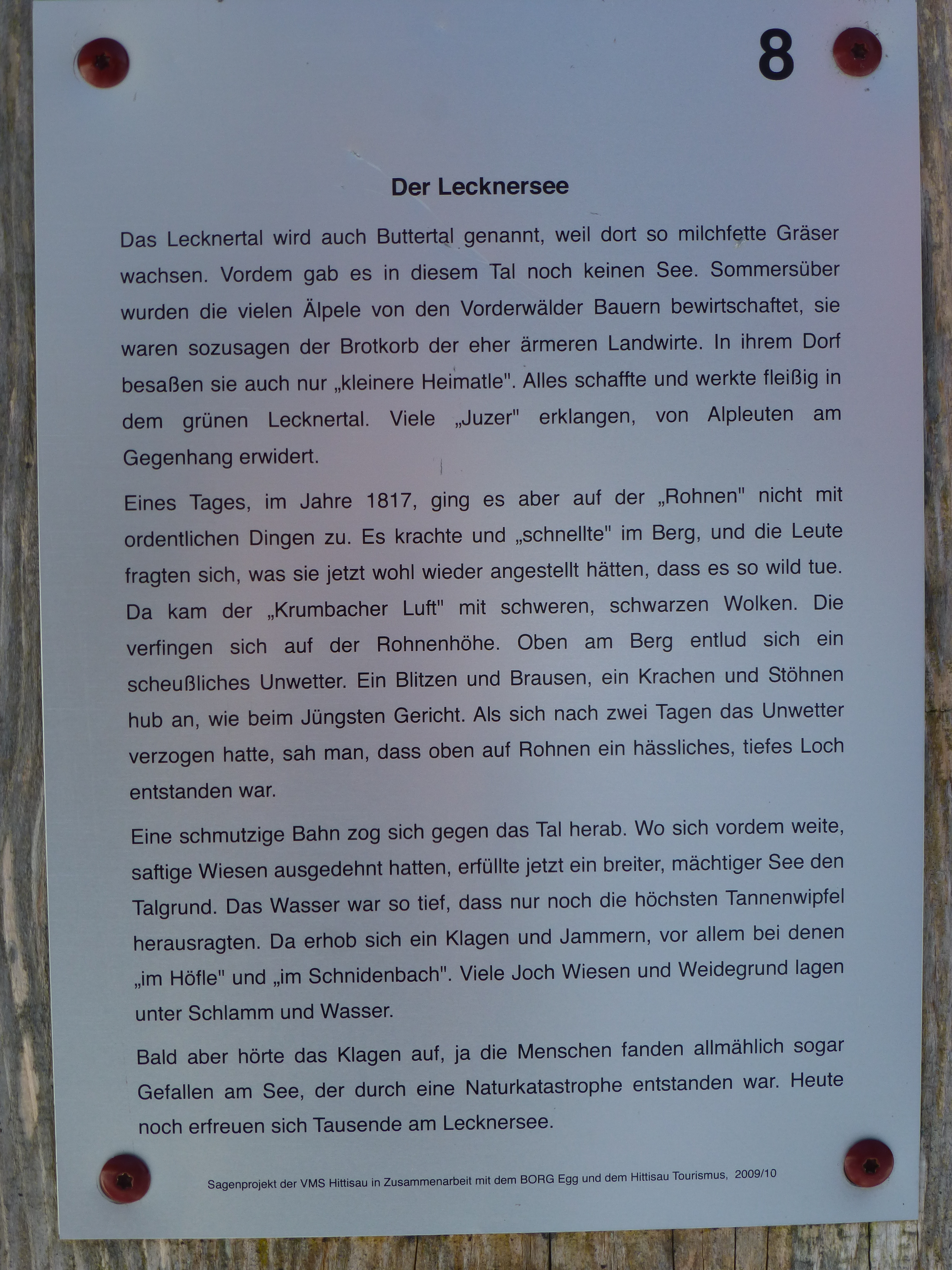
Eine Informationstafel beim Lecknersee beschreibt dessen Entstehungsgeschichte.

## Entstehung
Nach einer am Ufer angebrachten Informationstafel soll der Lecknersee im Jahre 1817 bei einer Naturkatastrophe an einem Ort entstanden sein, an dem vorher „saftige Wiesen“ waren.

## Naturschutz
Der Leckner See ist im Biotopinventar Vorarlberg als schützenswertes Biotop ausgewiesen (Biotopnummer 21605): „…Kurzdiagnose: Lecknersee mit schönen Laichkrautbeständen und Schnabelseggen-Verlandungszone sowie anschließenden Rispen-Seggensümpfen und Davalls Seggenriede. …“